# Liparis fishelsoni
Espèce
Liparis fishelsoni est une espèce de poisson de la famille des Liparidae ("limaces de mer").